# هولت، ویلتشر
هولت (به انگلیسی: Holt) یک روستا و محله مدنی در بریتانیا است که در Wiltshire واقع شده‌است. هولت ۱٬۷۵۷ نفر جمعیت دارد.